# Nancy Cartwright (filósofa)
Nancy Cartwright (24 de janeiro de 1944) é professora de filosofia  na London School of Economics e na Universidade da Califórnia em San Diego. Cartwright foi a presidente da "Philosophy of Science Association" (2009-10). Ela também foi vice-presidente (2007-8) e presidente (2008-9) da Divisão do Pacífico da Associação Americana de Filosofia.
Ela é uma das principais teóricas do realismo de entidades.